# Tabanus hirtitibia
Tabanus hirtitibia är en tvåvingeart som beskrevs av Walker 1850. Tabanus hirtitibia ingår i släktet Tabanus och familjen bromsar. Inga underarter finns listade i Catalogue of Life.